# Niech żyje król
Marvel One-Shot: Niech żyje król (oryg. Marvel One-Shot: All Hail the King) – amerykański film krótkometrażowy z 2014 roku produkcji Marvel Studios. Za reżyserię i scenariusz odpowiadał Drew Pearce. W rolach głównych wystąpili: Ben Kingsley, Scoot McNairy, Lester Speight i Sam Rockwell.
Po wydarzeniach w filmie Iron Man 3, reporter Jackson Norriss przeprowadza wywiad z przebywającym w więzieniu Trevorem Slatterym, który podszywał się pod Mandaryna.
Niech żyje król wchodzi w skład II Fazy Filmowego Uniwersum Marvela. Jest to piąty film krótkometrażowy z serii Marvel One-Shots. Światowa premiera filmu miała miejsce 4 lutego 2014 roku równocześnie z cyfrowym wydaniem filmu Thor: Mroczny świat. W Polsce pojawił się on 2 grudnia jako dodatek do wydania Blu-ray Mrocznego świata. Wątek rozpoczęty w Niech żyje król był kontynuowany w filmie Shang-Chi i legenda dziesięciu pierścieni z 2021 roku.

## Streszczenie fabuły
Po tym, jak Trevor Slattery został aresztowany za podszywanie się pod terrorystę Mandaryna, przebywa w więzieniu Seagate, w którym ma swojego „lokaja” Hermana oraz fanklub tworzony przez grupę współwięźniów. Dokumentalista, Jackson Norriss, przeprowadza wywiad ze Slatterym na potrzeby przygotowywanego reportażu o nim. Norriss pyta Slattery’ego o wydarzenia związane z jego rolą Mandaryna, jednak ten opowiada o swoim pierwszym castingu jako dziecko, swoich rolach filmowych i nieudanym pilocie serialu Caged Heat.
Po tym Norriss informuje go, że rozgniewał on niektórych ludzi, w tym prawdziwą grupę terrorystyczną „Dziesięć Pierścieni”. Opowiada mu historię tej grupy oraz samego prawdziwego Mandaryna oraz wyjawia, że sam jest członkiem tej grupy. Następnie wyciąga broń, zabija strażników i Hermana, po czym informuje Slattery’ego, że prawdziwym powodem wywiadu jest zabranie go z więzienia przed prawdziwe oblicze przywódcy „Dziesięciu Pierścieni”. Slattery jednak nadal nie zdaje sobie sprawy z konsekwencji udawania Mandaryna.

## Obsada
- Ben Kingsley jako Trevor Slattery, aktor i więzień w Seagate, o którym Jackson Norriss przygotowuje dokument[1].
- Scoot McNairy jako Jackson Norriss, członek terrorystycznej organizacji „Dziesięć Pierścieni”, który podszywa się pod reportera przygotowującego dokument o Slatterym[4].
- Lester Speight jako Herman, więzień, który usługuje i opiekuje się Slatterym w Seagate[4].
- Sam Rockwell jako Justin Hammer, więzień w Seagate, były prezes firmy zbrojeniowej Hammer Industries[5].

W filmie ponadto wystąpili: Matt Gerald i Allen Maldonado jako White Power Dave i Fletcher Heggs, więźniowie w Seagate.

## Produkcja

### Rozwój projektu
W sierpniu 2011 roku Marvel Studios ujawniło plany produkcji kilku krótkometrażówek, Marvel One-Shots, wydanych direct-to-video. Studio uznało krótkometrażówki, stanowiące odrębną historię, za sposób na eksperymentowanie z postaciami i pomysłami, jak i również rozszerzenie Filmowego Uniwersum Marvela. Podczas produkcji filmu Iron Man 3 współscenarzysta filmu Drew Pearce i producent Stephen Broussard wpadli na pomysł nakręcenia takiej krótkometrażówki. Marvel Studios i konsultant studia Joss Whedon byli pozytywnie nastawieni do tego pomysłu. Po przeczytaniu scenariusza Ben Kingsley od razu wyraził chęć zagrania w produkcji. W październiku 2013 roku Kingsley wyjawił, że pracuje nad tajnym projektem dla Marvel Studios. Później wyjawiono, że jest to krótkometrażówka Niech żyje król (oryg. All Hail the King), do której scenariusz napisał Pearce, który odpowiadał również za jej reżyserię. Początkowo One-Shot miał być prequelem, ponieważ w pierwszej wersji scenariusza Iron Mana 3 postać grana przez Kingsleya miała umrzeć. Podczas prac nad filmem zdecydowano się pozostawić Trevora Slattery’ego przy życiu. Pearce zrezygnował wtedy z prequela, ponieważ jego zdaniem zabrakłoby odpowiedniego dramatyzmu. Stwierdził, że będzie lepiej, jeśli będą kontynuować historię Slattery’ego, co uznał za bardziej ekscytujące.
Reżyser Iron Mana 3, Shane Black, uznał, że krótkometrażówka powstała jako przeprosiny dla fanów za to, w jaki sposób została przedstawiona postać Mandaryna w filmie. Pearce napisał scenariusz w taki sposób, aby historia mogła być kontynuowana w przyszłości. Zaplanował, by akcja była „prawdziwa i brutalna”, aby zrównoważyć komediowy ton. Tytuł Caged Heat, który pojawił się w Niech żyje król jako jeden z tytułów, w którym zagrał Slattery, była wcześniej wykorzystana przez studio jako tytuł roboczy Iron Mana 3.

### Zdjęcia i postprodukcja
Zdjęcia do krótkometrażówki zrealizowano w ciągu trzech dni w nieczynnym więzieniu dla kobiet we wschodniej części Los Angeles. Równocześnie nagrano sceny do filmu krótkometrażowego, jak i fikcyjnego Caged Heat. Za zdjęcia odpowiadał Michael Bonvillain, scenografię przygotował Shepherd Frankel, a kostiumy zaprojektował Timothy Wonsik. Studio chciało, aby Sam Rockwell wystąpił w Niech żyje król, a sam aktor również wyraził chęć zagrania w produkcji. Jednak jego udział kolidował z pracą nad filmem Poltergeist. Kiedy Rockwell przeczytał scenariusz, skontaktował się z Drew Pearcem i zapytał, czy sceny z jego udziałem mogłyby być nakręcone w Toronto. Pearce udał się do Kanady, gdzie nakręcono scenę z Rockwellem. Montażem zajął się Don Lebental.

## Muzyka
Muzykę do filmu krótkometrażowego skomponował Brian Tyler, a muzykę do scen fikcyjnego serialu telewizyjnego Caged Heat napisał Mike Post, który pracował przy wielu serialach w latach osiemdziesiątych.

## Wydanie
Światowa premiera filmu Marvel One-Shot: Niech żyje król miała miejsce 4 lutego 2014 roku jako dodatek cyfrowego wydania filmu Thor: Mroczny świat w Stanach Zjednoczonych. 25 lutego tego samego roku został on wydany na nośniku Blu-ray przez Walt Disney Studios Home Entertainment, również jako dodatek do tego filmu. W Polsce pojawił się on 2 grudnia na Blu-ray filmu Thor: Mroczny świat, który został wydany przez Galapagos.
27 sierpnia 2021 roku, przed premierą filmu Shang-Chi i legenda dziesięciu pierścieni, Niech żyje król został udostępniony na Disney+. Jest on częścią kolekcji Marvel One-Shots i należy do II Fazy Filmowego Uniwersum Marvela.

## Odbiór

### Krytyka w mediach
Cliff Wheatley z IGN napisał, że jest to „powrót do sympatycznej osobowości nieszczęsnego Trevora i krok naprzód do rozszerzenia Filmowego Uniwersum Marvela. Ma swoje zwroty akcji, które powinny zadowolić zarówno miłośników, jak i tych nienawidzących Trevora Slattery’ego”. Stwierdził również, że „Kingsley po raz kolejny błyszczy w roli”. Devin Faraci z Birth.Movies.Death ocenił, że Niech żyje król to „kolejny doskonały film krótkometrażowy od ludzi z Marvel Studios”. Uznał, że powinien być on wyświetlany w kinach. Zachwalał sekwencję Caged Heat oraz występ Sama Rockwella. Brennan Klein ze Screen Rant stwierdził, że jest to „czysto komiksowa krótkometrażówka, który działa jak skecz z Saturday Night Live”. Natomiast Andrew Wheeler z Comics Alliance skrytykował krótkometrażówkę za przedstawienie wątku LGBT przez Marvel Studios.

## Kontynuacja
W 2021 roku premierę miał film Shang-Chi i Legenda Dziesięciu Pierścieni w reżyserii Destina Daniela Crettona z Simu Liu w tytułowej roli, gdzie Ben Kingsley powtórzył rolę Trevora Slattery’ego. Film kontynuuje wątek uprowadzenia z więzienia i przedstawia prawdziwego przywódcę „Dziesięciu Pierścieni”, Wenwu.